# 树莓立方体
《树莓立方体》是MADOSOFT在2018年9月28日發售的戀愛冒險類型成人遊戲，2022年11月4日發售簡體中文版，日文簡稱。2019年8月29日由iMel發售任天堂Switch與PlayStation 4版本。

## 故事簡介
吾妻悟原本是不良少年，在母親過世前與母親約定要對人善良，並開始日行一善。在母親的葬禮上，悟被親戚海道美琴邀請搬進她家所經營的公寓，一直嚮往獨居生活的悟決定接受美琴的邀請，在以前曾經住過的河江町展開新生活。

## 登場角色
- 聲優為PC版／Switch、PS4版[5]

### 主要角色
吾妻悟
東堂學園二年級生。以前曾是不良少年，但在母親過世前決定改變自己並開始日行一善。
櫻庭·維多利亞·瑠莉（聲：小波すず／）
東堂學園二年級女學生，學生會長。處理學生會事務的手腕相當高明且文武雙全，在學校非常有人氣。曾經挖地洞讓悟掉下去。
海道美琴（聲：北見六花／小野涼子）
東堂學園三年級生，悟的遠親。個性溫柔的大姐姐，擅長家事。由於父親捲款潛逃，對於龐大的債務感到煩惱，並對被捲進這件事的悟感到抱歉。
結月悠（聲：飴川紫乃／小澤みのり）
東堂學園二年級女學生，悟的同班同學。家裡經營軍事用品與餐飲結合的複合式咖啡廳。由於父親生病需要幫忙店裡的事情而很少去學校，同時因為語氣粗魯的關係，在班上的風評並不佳。
狩野湊（聲：蒼乃むすび／空賀花）
東堂學園一年級女學生，悟的學妹。園藝社唯一的社員，每天都獨自打理園藝的事務。個性開朗活潑並有豐富的園藝知識。

## 主題曲
片頭曲「raspberry cube」
作詞、作曲、編曲：堀江晶太，主唱：松下
瑠莉片尾曲「Please Please Eat me」
作詞：，作曲、編曲：齋藤悠彌，主唱：飲茶娘
美琴片尾曲
作詞：豬瀨美琴，作曲、編曲：綿貫佳明，主唱：nao
悠片尾曲
作詞：相良心，作曲、編曲：田中俊裕，主唱：櫻川惠
湊片尾曲「growing love!」
作詞：，作曲、編曲：田中俊裕，主唱：水瀨侑生

## 評價
《树莓立方体》在Getchu.com舉辦的美少女遊戲大賞2018中獲得綜合部門第14名、音樂部門第6名、影片部門第8名、角色部門結月悠第20名。於2018年度「萌系遊戲大賞」獲得月間賞、年度準大賞及主題曲賞。

## 外部連結
- 树莓立方体遊戲官網（页面存档备份，存于）（日語）
- Switch、PS4版本遊戲官網（页面存档备份，存于）（日語）
- 《树莓立方体》在視覺小說數據庫的頁面 （英文）